# Psychotria schmielei
Psychotria schmielei är en måreväxtart som beskrevs av Otto Warburg. Psychotria schmielei ingår i släktet Psychotria och familjen måreväxter. Inga underarter finns listade i Catalogue of Life.